# Come as You Are
Come as You Are је песма америчког гранџ бенда Нирвана и други сингл са студијског албума Nevermind. Достигла је 32. место на Билборд хот 100 листи.